# U-355
U-355 — средняя немецкая подводная лодка типа VIIC времён Второй мировой войны.

## История
Заказ на постройку субмарины был отдан 26 октября 1939 года. Лодка была заложена 4 мая 1940 года на верфи «Фленсбургер Шиффсбау», Фленсбург, под строительным номером 474, спущена на воду 5 июля 1941 года. Лодка вошла в строй 29 октября 1941 года под командованием капитан-лейтенанта Гюнтера Ла Бауме.

### Флотилии
- 29 октября 1941 года — 30 июня 1942 года — 5-я флотилия (учебная)
- 1 июля 1942 года — 4 апреля 1944 года — 11-я флотилия

### История службы
Лодка совершила 16 боевых походов, потопила одно судно водоизмещением 5 082 брт.
Пропала без вести в Арктике после 1 апреля 1944 года; лодка рапортовала из района с координатами 73°03′ с. ш. 13°10′ в. д. о начале атаки на конвой JW-58, после чего больше в эфир не выходила. Причины гибели неизвестны. 52 погибших (весь экипаж).
До января 1997 года историки считали, что лодка была потоплена 1 апреля 1944 года в Баренцевом море к юго-западу от острова Медвежий, в районе с координатами 73°07′ с. ш. 10°21′ в. д., глубинными бомбами с самолёта типа «Эвенджер» из авиагруппы британского эскортного авианосца HMS Tracker и c британского эсминца HMS Beagle (H30). На самом деле, это была атака против U-673, получившей значительные повреждения.
Была потоплена 11 апреля 1944 г в р-не Иоканьги тральщиком Т-113 под командованием капитан-лейтенанта Морозова В.П.